# Олигофренија
Олигофренија или конгенитална деменција се односи на групу патолошких менталних стања која су урођена или стечена у раном детињству.  Стим што се конгенитална деменција   разликује од стечене деменције, коју карактерише смањење или дезинтеграција нормалне менталне активности као резултат неког патолошког процеса.
Општи и главни знак олигофреније је недостатак интелектуалне активности — слабоумност различитог степена — у комбинацији са поремећајем других аспеката когнитивног процеса, пре свега са афективним и вољним поремећајима и разним физичким и неуролошким симптомима.   
Корсаков је истакао да је за пацијенте са овим стањем карактеристична неспособност да схвате смисао и суштину ствари и појава и често одсуство сврхе у интелектуалним радњама. По правилу, олигофренија није обележена погоршањем патолошких менталних промена и по томе се разликује од других менталних болести.  
У психијатрији се ментална ретардација дели на ексцитаторне и инхибиторне типове, што је основа за клиничку класификацију. Ове класификације су почетна фаза у развоју овог сложенog проблемa, јер постоје различити облици олигофреније у средњим школама, који ће у будуће натерати дефектологе да раде на себи, кроз проучаве и истраживање  

## Етиологија и класификација
Олигофренија може бити узрокована ендогеним и егзогеним факторима. Клинички подаци о деци са интелектуалне сметње су постепено прикупљане. Научници су такође покушали да класификују менталне ретардација по основу социјалног, односно самодовољног капацитета. Многи научници су проучавали менталне ретардације деце дуги низ година и покушали да систематизују и групишу податке из одређених разлога.  
У почетку је проучавање менталне ретардације деце пружило прилику да се стекне увид у карактеристике деце са тешким оштећењима менталне активности у клиничком окружењу у који су лекари били укључени.
Према неким историјским подацима, прва болест која је показала менталну ретардацију била је кретенизам. Болест је пажљиво праћена и касније је откривено да је повезана са поремећајима ендокриног система. 
Касније су почели да се истражују и други облици менталне ретардације код деце, па је тако Ескирол (Jean-Étienne Dominique Esquirol) описао тешке облике оштећења интелекта као што је идиотизам (најјачи степен малоумности) који је мање видљив, и одликују се интелектуалном слабошћу. Ескирол је сликовито описао менталну слабост деце и истакао његове особености. Разликовао је урођено и стечено оштећење мозга и установио да је разлика између урођене и стечене менталне ретардације огроман. Ескирол је направио и разлику између олигофреније и деменције. У свом проучавању менталног ретардиране деце, Ескирол је истакао јединственост њиховог нивоа развоја говора. Према његовим речима, говорна мана негативно утиче на психички развој детета. Ескирол своју класификацију заснивао на два фактора:
- степену оштећења менталне активности,

- степену оштећења менталне активности стање говорне функције.

Ескирол разликује и две категорије оштећења менталне активности: идиотизам и менталну слабост, зависно од говорног стања сваке од ових категорије.
Касније су Сеген, Гелер, Солелар почели придавати велики значај слабости воље, пажње жеље у душевној слабости. На пример, Соле је рекао да идиоти не обраћају пажњу, имбецили имају пажњу у почетном стању, а идиоти обраћају пажњу.
Крајем деветнаестог и почетком двадесетог века, са развојем индустрије, постављају се захтеви  за подизање писмености становништва. У циљу школовања деце мрежа школа се шири, а развијају се и општеобразовни програми. Деца која нису успела да се снађу идентификована  су и уврштени у списак ученика који нису успели. У тај проце се укључују психолози који се све више активно  проучавају ову деце. Бине и  Симонс развили су различите методе за проверу интелектуалног нивоа деце различитог узраста. Малолетници су тестирани на коефицијент интелигенције и радило се на решавању проблема са којима се деца суочавају током школовања.
Бурневил је проучавао децу идиоте и открио да имају умерени ниво менталних болести, и уочава  значајне промене у развоју ове деце која могу уочити у процесу посебног рада са њима. Почетком 19. века Бернвил је предложио да се за ову групу деца користе термин имбецил.  
Средином деветнаестог века, Лаисаге је користио термин „глупост” да опише стање благог интелектуалног оштећења.   
Касније су Сеген, Геллер, Солелар почели придавати велики значај слабости воље, пажње жеље у душевној слабости. На пример, Соле је рекао да идиоти не обраћају пажњу, имбецили обраћају на пажњу у почетном стању, а идиоти обраћају пажњу. 
Крајем деветнаестог и почетком двадесетог века, са развојем индустрије, постављају се питањао подизању писмености становништва. У циљу школовања деце мрежа школа имапроширен је, а развијени су општеобразовни програми. Деца која нису успела да се сретнуидентификовани су захтеви образовног процеса и уврштени у списак ученика који није успео. Психолози су били активно укључени у проучавање ове деце. 
Бине и Симонс је развио различите методе за проверу интелектуалног нивоа деце различитог узраста. Малолетници су тестирани на коефицијент интелигенције и радило се на решавању проблема са којима се деца суочавају у школи.
Крепелин је развио сопствену класификацију засновану на образовним могућностима деце. Његова задатак је био да споји симптоме познате у то време у групу названу урођени и стечени ментална ретардација - олигофренија. Он је у својим делима користио изразе "идиотизам", "ароганција", "глупост" да означи степене оштећење интелектуалне активности.
На сонову ових ситраживања дошло се до закључка да деца са олигофренијом могу да се образују у специјалној школи на бази поједностављених програма. Иако имбецилна деца имају мање образовних вештина, нека од њих су мола да заврше основно образовање у посебном одељењу. Истовремено, она су могла да се укључе у мање сложен производни процеса.
Како олигофрена деца на нивоу идиота уопште немају приступ послу или образовању, терапеути су предложиали да се њихов образовно-васпитни рад одвија у специјалним интернатима.